# Die Heimat des Dichters Yeats
Die Heimat des Dichters Yeats ist ein Dokumentar-Kurzfilm von Patrick Carey aus dem Jahr 1965.

## Inhalt und Hintergrund

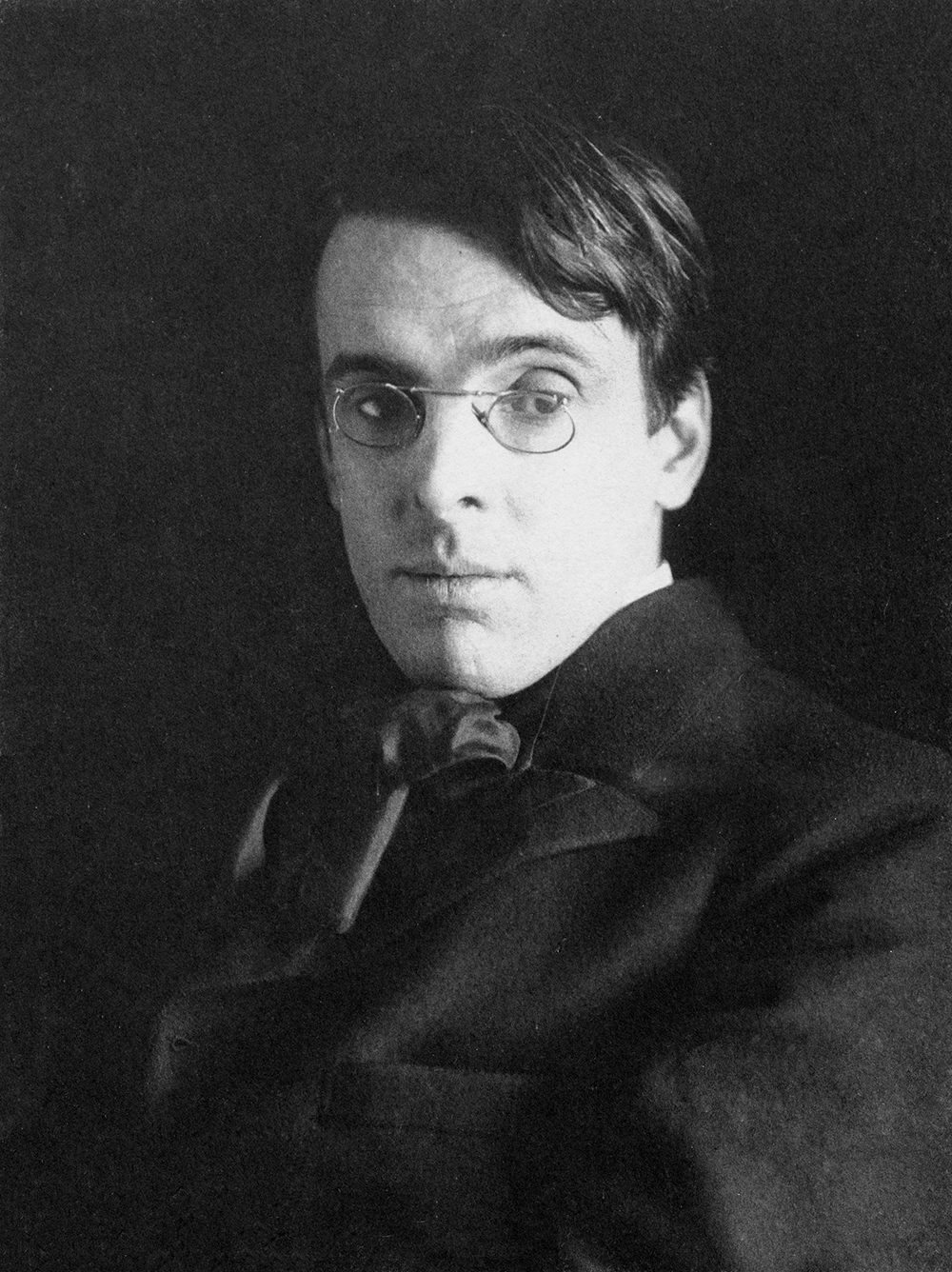
William Butler Yeats.

Der 18-minütige Dokumentarkurzfilm Die Heimat des Dichters Yeats (Yeats Country) mit Tom St. John Barry, Alan Dell und Niall Tóibín als Erzähler handelt vom irischen Dichter William Butler Yeats. 
Anlass war der 100. Jahrestag zum Geburtstag von William Butler Yeats am 13. Juni 1965, der als einer der bedeutendsten englischsprachigen Schriftsteller des 20. Jahrhunderts gilt und 1923 als erster Ire den Literaturnobelpreis erhielt. Einige seiner Werke wie Deirdre, The land of heart’s desire und Down by the Salley Gardens wurden verfilmt.
Evokative Bilder aus dem Westen Irlands veranschaulichen das Leben des Dichters, einschließlich Thoor Ballylee Castle, wo er lebte, Coole Park, Heimat von Lady Gregory, wo literarische Figuren der damaligen Zeit sozialisiert wurden, Lissadell House im County Sligo, Knocknarea Mountain, die Hänge von Ben Bulben, der Wasserfall bei Glencar und schließlich das Grab von Yeats in Drumcliff. 
Der Film endet mit den letzten Versen aus Yeats Gedicht Under Ben Bulben, das Yeats am 4. September 1938 verfasst hat und die Inschrift auf seinem Grab ist:
‚Cast a cold eye
On life, on death.
Horseman, pass by!‘
„Wirf ein kaltes Auge
Über das Leben, über den Tod.
Reiter, komm vorbei!“
Der von Patrick Carey und Joe Mendoza für Aengus Films produzierte Dokumentarfilm entstand mit Förderung des irischen Außenministeriums, des Irish Film Institute und der J. Arthur Rank Film Distributors. An der Produktion wirkte Brian Boydell mit, ein irischer Komponist klassischer Musik und Komponist für klassische Gitarre.

## Auszeichnungen
Patrick Carey und Joe Mendoza wurden für den Film bei der Oscarverleihung 1966 für den Oscar für den besten Dokumentar-Kurzfilm nominiert. Darüber hinaus gewann Patrick Carey bei den Internationalen Filmfestspielen Berlin 1965 den Goldenen Bären in der Kategorie Bester Kurzfilm. 